# Deadliest Catch
Deadliest Catch è un docu-reality statunitense prodotto da FremantleMedia, in onda su Discovery Channel dal 12 aprile 2005.
Il programma ritrae gli eventi della vita reale a bordo dei pescherecci nel mare di Bering durante la stagione di pesca del granchio reale e della granseola artica; le navi hanno come base il porto situato a Dutch Harbor (Alaska).

## Pescherecci

### Attuali
| Nome          | Capitano/i                  | Stagioni    |
| ------------- | --------------------------- | ----------- |
| Aleutian Lady | Sean Dwyer                  | 19          |
| Barbara J     | Jack Bunnell                | 19          |
| Northwestern  | Sig Hansen                  | 1-19        |
| Saga          | Elliott Neese               | 9-11        |
| Saga          | Jake Anderson               | 12-19       |
| Summer Bay    | Bill Wichrowski             | 13-19       |
| Time Bandit   | Johnathan & Andy Hillstrand | 2-13, 17-19 |
| Wizard        | Keith Colburn               | 3-19        |

### Passati
| Nome              | Capitano/i         | Stagioni                       |
| ----------------- | ------------------ | ------------------------------ |
| Aleutian Ballad   | Jerry Tilley       | 2-3                            |
| Arctic Dawn       | Ole Helgevold      | 1                              |
| Billikin          | Jeff Weeks         | 1                              |
| Billikin          | Steve Davidson     | 18                             |
| Brenna A          | Sean Dwyer         | 12-15                          |
| Cape Caution      | Bill Wichrowski    | 9-12                           |
| Cornelia Marie    | Phil Harris        | 2, 3, 4, 5, 6                  |
| Cornelia Marie    | Murray Gamrath     | 4, 5                           |
| Cornelia Marie    | Derrick Ray        | 6, 7                           |
| Cornelia Marie    | Tony Lara          | 7                              |
| Cornelia Marie    | Josh Harris        | 10, 11, 12, 14, 15, 16, 17, 18 |
| Early Dawn        | Allen Oakley       | 3                              |
| Early Dawn        | Rick Fehst         | 4                              |
| Elinore J         | Sean Dwyer         | 18                             |
| Erla N            | Bing Henkel        | Pilot                          |
| Farwest Leader    | Greg Moncrief      | 3                              |
| Fierce Allegiance | Tony LaRussa       | 1                              |
| Incentive         | Harry Lewis        | 5                              |
| Kiska Sea         | Mike Wilson        | 9                              |
| Kodiak            | Bill Wichrowski    | 6, 7, 8                        |
| Lady Alaska       | Peter Liske        | 1                              |
| Lady Alaska       | Scott Campbell Jr. | 16, 17                         |
| Lisa Marie        | Wade Henley        | 5                              |
| Lucky Lady        | Vince Shavender    | 1                              |
| Maverick          | Rick Quashnick     | 1, 2, 3                        |
| Maverick          | Blake Painter      | 3                              |
| North American    | Sten Skaar         | 4                              |
| Patricia Lee      | Rip Carlton        | 18                             |
| Ramblin' Rose     | Elliott Neese      | 7, 8                           |
| Retriever         | Jim Stone          | 1                              |
| Rollo             | Eric Nyhammer      | 2                              |
| Sea Star          | Larry Hendricks    | 1                              |
| Seabrooke         | Scott Campbell Jr. | 7, 8, 9, 10, 16                |
| Seabrooke         | Brad Petefish      | 10                             |
| Southern Wind     | Steve Davidson     | 15, 16, 17, 18                 |
| Stålbas           | Sig Hansen         | 18                             |
| Tromstind         | Bill Wichrowski    | 18                             |
| Vixen             | Shaun Miles        | 1                              |
| Western Viking    | Coleman Anderson   | 1                              |

## Videogiochi
Dal programma sono stati tratti tre diversi videogiochi: Deadliest Catch: Alaskan Storm (2008), Deadliest Catch: Sea of Chaos (2010) e Deadliest Catch: Seas of Fury (2015).